# Kersey Tye
Kersey Tye ist ein Weiler in der Gemeinde Kersey, im District Babergh in der Grafschaft Suffolk, England. Es hat ein denkmalgeschütztes Gebäude: Bridges Farmhouse.